# Pierre Hassard
Pour les articles homonymes, voir Hassard.
Pierre Hassard (ou Peter Haschaert ou Petrus Haschardus), né à Armentières, est un médecin et chirurgien français qui vécut dans la première moitié du XVIe siècle et qui traduisit des œuvres en français de Paracelse et en flamand celles d'Hippocrate. 
Il a écrit des ouvrages à propos de deux comètes qu'il observa: C/1556 D1 et C/1577 V1.

## Ouvrages

### Sur la langue française
- Pierre Hassard, La manière d'escrire par abréviations: avec un petit traité de l'orthographe françoise, Gand, 1544.

### Astronomie et astrologie
- Pierre Hassard, Prognostication pour lan de nostre Seigneur MCCCCCLII, calculee sur le meridien de la tres fameuse universite de Louvain, Louvain, Antoine Marie Bergaine, 1551? (lire en ligne).
- (la) Pierre Hassard, Clypeus astrologicus adversus flagellum francisci Raspardi Brungensis medici ..., Louvain, Antonii Maria Bergagne, 1552 (lire en ligne).
- Pierre Hassard, L'horrible comete, qui sest apparu en ces Regions, enuiron le premier iour de Mars, L'an 1556 ... auquel est adiouste vn petit traicté de la preseruation contre la Peste, Louvain, Jean Vvaen, 1556 (lire en ligne).
- Pierre Hassard, Predictions astrologiques pour lan de nostre Seigneur 1561. Calculee sur le meridien de Bruxelles, Anvers, 1560?.

- Brief Discours des effects de la comete qui a commencé à se monstrer l'an M.D.LXXVII. au mois de novembre, Anvers, Christophe Plantin, 1578 .

### Médecine
- (la) Pierre Hassard, Morbi gallici compendiosa curatio, Gand, Johannes waen Schotum, 1554 (lire en ligne).
- Hippocrate, Van die wonden int hooft ... uuten latybe ... overgheset door M. Peter Hassardus, Anvers, 1563.
- La grande, la vraie et parfaite chirurgie de Philippe Auréole Théophraste Paracelse en 2 livres avec annotations en marge pour plus ample intelligence de l'auteur, traduit de l'allemand par Pierre Hassard (Anvers, G. Sylvius, 1567) [lire en ligne]. Cet ouvrage de Paracelse a pour titre : Die grosse Wundarznei. Pierre Hassard a dédié sa traduction au comte d'Egmont. Par cette publication, il entendait mettre en lumière une œuvre digne et utile pour un chef de guerre et grandement nécessaire à ses gentz[2].
- Paracelse, De la peste ... trad. en fraçois par M. Pierre Hassard, Anvers, 1570.